# Positrón
El positrón o antielectrón es una partícula elemental, antipartícula del electrón. Posee la misma cantidad de masa y espín que el electrón; sin embargo, su carga es de 1e, mientras que la del electrón es de -1e. No forma parte de la materia ordinaria, sino de la antimateria, aunque se producen en numerosos procesos radioquímicos como parte de transformaciones nucleares.
Esta partícula fue predicha por Paul Dirac en 1928, para luego ser descubierta en 1932 por el físico estadounidense Carl David Anderson al fotografiar las huellas de los rayos cósmicos en una cámara de niebla.
En la actualidad, los positrones son rutinariamente utilizados en medicina nuclear como la tomografía por emisión de positrones.

## Historia

### Teoría
En 1928, Paul Dirac publicó un artículo en el que proponía que los electrones pueden tener tanto carga positiva como negativa. Este artículo introdujo la ecuación de Dirac, una unificación de la mecánica cuántica, la relatividad especial y el entonces nuevo concepto de espín del electrón para explicar el efecto Zeeman. El documento no predecía explícitamente una nueva partícula, pero permitía que los electrones tuvieran como soluciones de energía positiva o negativa. Hermann Weyl publicó entonces un artículo en el que discutía las implicaciones matemáticas de la solución de energía negativa. La solución de energía positiva explicaba los resultados experimentales, pero a Dirac le desconcertaba la solución de energía negativa, igualmente válida, que permitía el modelo matemático. La mecánica cuántica no permitía simplemente ignorar la solución de energía negativa, como hacía a menudo la mecánica clásica en tales ecuaciones; la solución dual implicaba la posibilidad de que un electrón saltara espontáneamente entre estados de energía positiva y negativa. Sin embargo, todavía no se había observado experimentalmente ninguna transición de este tipo.
Dirac escribió un artículo de seguimiento en diciembre de 1929 que intentaba explicar la inevitable solución de energía negativa para el electrón relativista. Argumentó que "... un electrón con energía negativa se mueve en un campo [electromagnético] externo como si llevara una carga positiva". Afirmó además que todo el espacio podía considerarse como un "mar" de estados de energía negativa que estaban llenos, para evitar que los electrones saltaran entre estados de energía positiva (carga eléctrica negativa) y estados de energía negativa (carga positiva). El documento también exploraba la posibilidad de que el protón fuera una isla en este mar, y que en realidad pudiera ser un electrón de energía negativa. Dirac reconoció que el hecho de que el protón tuviera una masa mucho mayor que la del electrón era un problema, pero expresó su "esperanza" de que una teoría futura resolviera la cuestión.
Robert Oppenheimer argumentó fuertemente en contra de que el protón fuera la solución de energía negativa del electrón a la ecuación de Dirac. Afirmó que si lo fuera, el átomo de hidrógeno se autodestruiría rápidamente. Weyl demostró en 1931 que el electrón de energía negativa debe tener la misma masa que el electrón de energía positiva. Persuadido por el argumento de Oppenheimer y Weyl, Dirac publicó un artículo en 1931 que predecía la existencia de una partícula aún no observada a la que llamó "antielectrón" que tendría la misma masa y la carga opuesta a la de un electrón y que se aniquilaría mutuamente al entrar en contacto con un electrón.
Richard Feynman, y anteriormente Ernst Stueckelberg, propusieron una interpretación del positrón como un electrón que se mueve hacia atrás en el tiempo, reinterpretando las soluciones de energía negativa de la ecuación de Dirac. Los electrones que se mueven hacia atrás en el tiempo tendrían una carga eléctrica positiva. John Archibald Wheeler invocó este concepto para explicar las propiedades idénticas compartidas por todos los electrones, sugiriendo que "todos son el mismo electrón" con una Línea de universo compleja y autointersectiva. Yoichiro Nambu lo aplicó más tarde a toda la producción y aniquilación de pares partícula-antipartícula, afirmando que "la eventual creación y aniquilación de pares que puede ocurrir ahora y entonces no es creación ni aniquilación, sino sólo un cambio de dirección de las partículas en movimiento, del pasado al futuro, o del futuro al pasado." El punto de vista hacia atrás en el tiempo se acepta hoy en día como completamente equivalente a otras imágenes, pero no tiene nada que ver con los términos macroscópicos "causa" y "efecto", que no aparecen en una descripción física microscópica.

### Pistas experimentales y descubrimiento

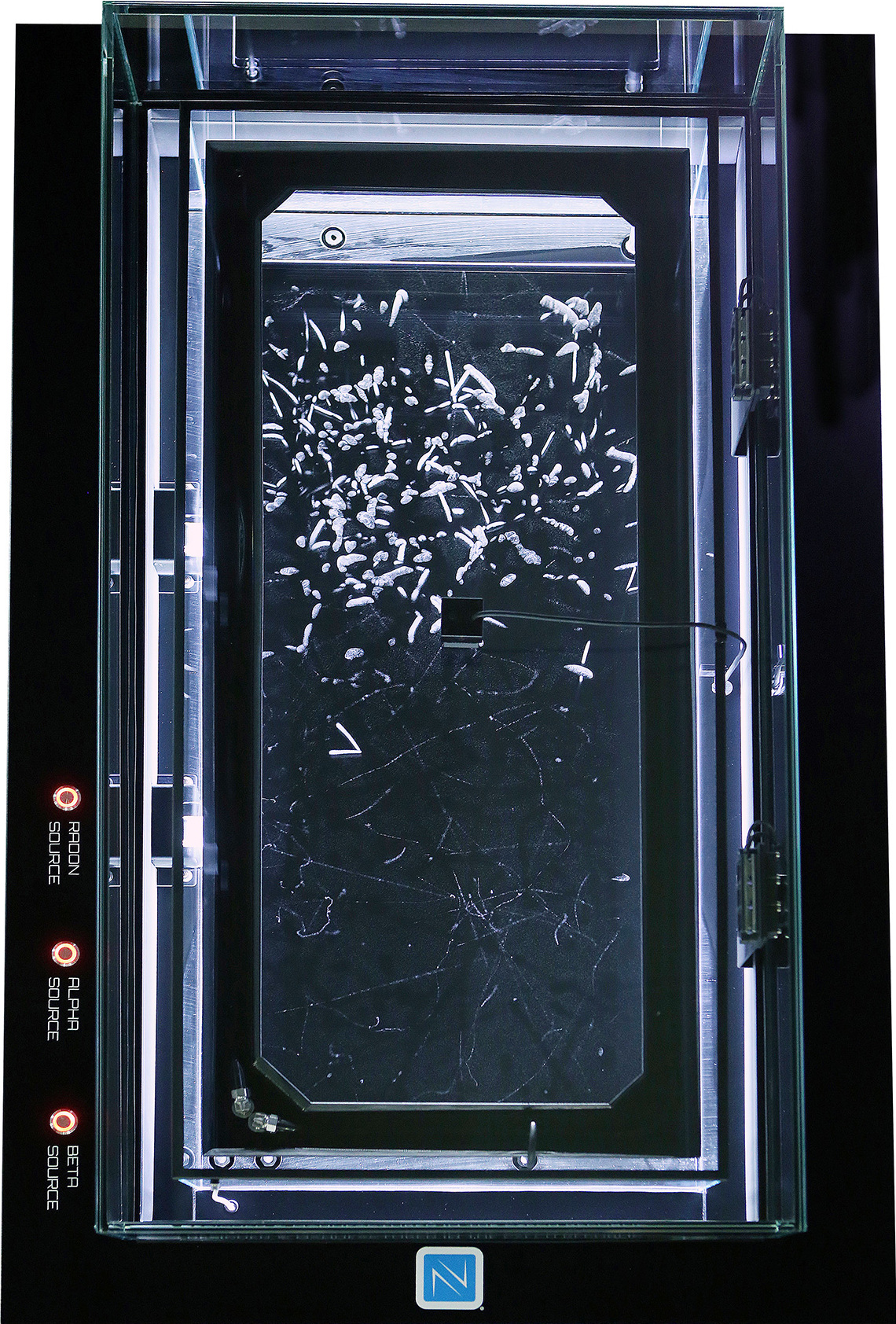
Wilson Las cámaras de nubes solían ser detectores de partículas muy importantes en los primeros días de la física de partículas. Se utilizaron en el descubrimiento del positrón, el muón y el kaón

Varias fuentes han afirmado que Dmitri Skobeltsyn observó por primera vez el positrón mucho antes de 1930, o incluso ya en 1923. Afirman que mientras utilizaban una Cámara de niebla de Wilson para estudiar el efecto Compton, Skobeltsyn detectó partículas que actuaban como electrones pero que se curvaban en sentido contrario en un campo magnético aplicado, y que presentó fotografías con este fenómeno en una conferencia en la Universidad de Cambridge, del 23 al 27 de julio de 1928. En su libro sobre la historia del descubrimiento del positrón a partir de 1963, Norwood Russell Hanson ha hecho un relato detallado de las razones de esta afirmación, y éste puede haber sido el origen del mito. Pero también presentó la objeción de Skobeltsyn a la misma en un apéndice. Más tarde, Skobeltsyn rechazó esta afirmación de forma aún más contundente, calificándola de "nada más que pura tontería".
Skobeltsyn allanó el camino para el eventual descubrimiento del positrón con dos importantes contribuciones: añadiendo un campo magnético a su cámara de nubes (en 1925), y mediante el descubrimiento de rayos cósmicos de partículas cargadas, por el que se le atribuye en el Conferencia Nobel de Carl David Anderson. Skobeltzyn sí observó probables huellas de positrones en imágenes tomadas en 1931, pero no los identificó como tales en su momento.
Asimismo, en 1929 Chung-Yao Chao, estudiante de posgrado en Caltech, observó algunos resultados anómalos que indicaban partículas que se comportaban como electrones, pero con carga positiva, aunque los resultados no fueron concluyentes y el fenómeno no fue perseguido.
Anderson descubrió el positrón el 2 de agosto de 1932, por el que obtuvo el Premio Nobel de Física en 1936. Anderson no acuñó el término positrón, sino que lo permitió a sugerencia del editor de la revista Physical Review a quien presentó su artículo de descubrimiento a finales de 1932. El positrón fue la primera prueba de antimateria y se descubrió cuando Anderson dejó pasar rayos cósmicos a través de una cámara de nubes y una placa de plomo. Un imán rodeaba este aparato, haciendo que las partículas se curvaran en diferentes direcciones en función de su carga eléctrica. El rastro iónico que dejaba cada positrón aparecía en la placa fotográfica con una curvatura que coincidía con la relación masa carga de un electrón, pero en una dirección que mostraba que su carga era positiva.
Anderson escribió en retrospectiva que el positrón podría haberse descubierto antes basándose en el trabajo de Chung-Yao Chao, si tan solo se le hubiera dado seguimiento. Frédéric e Irène Joliot-Curie en París tenían pruebas de positrones en fotografías antiguas cuando se publicaron los resultados de Anderson, pero los habían descartado como protones.
El positrón también había sido descubierto simultáneamente por Patrick Blackett y Giuseppe Occhialini en el Laboratorio Cavendish en 1932. Blackett y Occhialini habían retrasado la publicación para obtener pruebas más sólidas, por lo que Anderson pudo publicar primero el descubrimiento.

## Creación de positrones por pulso láser
En noviembre de 2008 la doctora Hui Chen, del Laboratorio Nacional Lawrence Livermore de Estados Unidos, anunció que ella y su equipo habrían creado positrones al hacer incidir un breve aunque intenso pulso láser a través de una lámina de oro blanco de pocos milímetros de espesor; esto habría ionizado el material y acelerado sus electrones. Los electrones acelerados emitieron cuantos de energía que al decaer dieron lugar a partículas materiales y dando también por resultado positrones. Actualmente, la importante producción de laboratorio de haces de positrones-electrones de 5 MeV permite la investigación de múltiples características, como la forma en que los diferentes elementos reaccionan a las interacciones o impactos de positrones de 5 MeV, cómo se transfiere la energía a las partículas y el efecto de choque de brote de rayos gamma (GRB).

## Aplicaciones
Ciertos tipos de experimentos del acelerador de partículas implican la colisión de positrones y electrones a velocidades relativistas. La energía de alto impacto y la aniquilación mutua de estos opuestos materia/antimateria crean una fuente de diversas partículas subatómicas. Los físicos estudian los resultados de estas colisiones para probar las predicciones teóricas y buscar nuevos tipos de partículas.
El experimento ALPHA combina positrones con antiprotones para estudiar las propiedades del antihidrógeno.
Los rayos gamma, emitidos indirectamente por un radionúclido emisor de positrones (trazador), se detectan en escáneres de tomografía por emisión de positrones (PET) utilizados en hospitales. Los escáneres PET crean imágenes tridimensionales detalladas de la actividad metabólica dentro del cuerpo humano.
Una herramienta experimental llamada espectroscopia de aniquilación de positrones (PAS) se utiliza en la investigación de materiales para detectar variaciones en la densidad, defectos, desplazamientos o incluso vacíos dentro de un material sólido.

## El positrón en la ciencia ficción
- Sin duda el positrón adquirió fama en las diferentes novelas de robots de Isaac Asimov. Esta partícula era esencial para la fabricación de las sendas positrónicas en donde se programaría luego al robot, haciendo las veces de neuronas mecánicas. En conjunto las sendas se acoplaban y se posicionaban cuidadosamente en la cabeza del mismo. El autor admitió en vida que había tomado esta partícula como pilar de sus cerebros robóticos debido a que se había descubierto recientemente y eso atraería el interés de los lectores de la época.

Asimismo el positrón fue utilizado en diferentes series como fuente de energía de armas y poderes:
- En Digimon Adventure 02 el Digimon Imperialdramon utiliza un ataque conocido como "Láser Positrónico"
- En Neon Génesis Evangelion, de Hideaki Anno, el rifle positrónico es utilizado en varias ocasiones contra los ángeles invasores, siendo el más notable Ramiel.
- En la nueva saga de Star Trek, el androide Data está construido con un cerebro positrónico.
- En la película El hombre bicentenario, el personaje interpretado por el actor Robin Williams utiliza igualmente un cerebro del tipo positrónico.
- En todos los relatos de robots de ciencia ficción de Isaac Asimov, los robots cuentan con un cerebro positrónico. Más tarde, el propio Asimov reconoció que no había pensado en llamar computador o procesador a dichos cerebros.
- En la película GhostBusters, los científicos atrapan fantasmas usando rayos de positrones.
- En la serie Supergirl, la DEO junto con la presidenta de los EE. UU quiere usar un cañón de positrones para derrotar al ejército daxamita y a la madre de Mon-el
- En la película Tenet se usa la física del positrón como ejemplo que legitima la posibilidad de poder viajar atrás en el tiempo, invirtiendo tu propia línea temporal.